# Templemania animosana
Templemania animosana es una especie de polilla de la familia Tortricidae. Se encuentra en Veracruz, México.